# Sexuell objektifiering
| Sexuell objektifiering |
| --- |
| Kvinnor på en bikinitävling, där de främst värderas för sina kroppar och sexuella dragningskraft. - Betydelse – reducerande av någon till en sexuell kropp - Del av – objektifiering - Relaterat – sexualisering |

Sexuell objektifiering innebär att reducera en person till ett föremål för sexuell lust. Det är en form av objektifiering. Den sexuellt objektifierade personen blir då föremål för en handling, istället för som en egen handlande aktör. Begreppet kopplas ibland samman med en sexualisering av mänskliga beteenden eller kulturprodukter.

## Förekomst
Sexuell objektifiering av den mänskliga kroppen förekommer flitigt inom bland annat pornografi och annan erotica. Den är ofta relaterad till den manliga blicken, ett begrepp som ursprungligen myntades för att beskriva den mansstyrda filmproduktionens objektifiering av kvinnor och kvinnokroppen.
Sexuell objektifiering ses ofta som en problematisk del av den samtida bildkulturen och dess potentiellt negativa påverkan. Dessutom har den sexuella objektifieringen även använts som ett verktyg inom performance-konst och modern erotisk konst. Detta har använts både hos manliga och kvinnliga bildkonstnärer. I samband med Chippendales (manlig striptease för en kvinnlig publik) eller lesbisk striptease för kvinnor finns även en kvinnlig blick, som även den kan vara sexuellt objektifierande. Filmskaparen Leilah Weinraub menar att objektifieringen här kan vara den viktigaste delen av den sexuella attraktionen, att den även kan innehålla en subjektivitet. Weinraub har blivit uppmärksammad för sitt dokumenterande i filmen Shakedown av den svarta, lesbiska stripteasekulturen.

## Funktion och kritik
Både kvinnor och män kan bli föremål för sexuell objektifiering, men konceptet kopplas oftast samman med en objektifiering av kvinnor och deras kroppar. Den är en viktig idé inom feministiska teoribyggen och psykologiska teorier som tagit sin utgångspunkt från dem. Många feminister menar att sexuell objektifiering av flickor och kvinnor bidrar till ojämställda relationer mellan könen, och psykologer förknippar objektifieringen med en rad olika fysiska och mentala hälsorisker för kvinnor. Forskningen antyder att de psykologiska effekterna av sexuell objektifiering av män liknar dem hos kvinnor, vilket då leder till en negativ kroppslig självbild bland män.
För kvinnor kan sexuell objektifiering vara kopplad till att se sig själva som objekt. Detta sker då genom en självobjektifiering som ibland kan leda till en störd självbild samt ätstörningar för att förändra denna självbild.
Konceptet med sexuell objektifiering är omtvistat. En del feminister och psykologer har argumenterat för att åtminstone viss objektifiering är en normal del av den mänskliga sexualiteten.

## Galleri

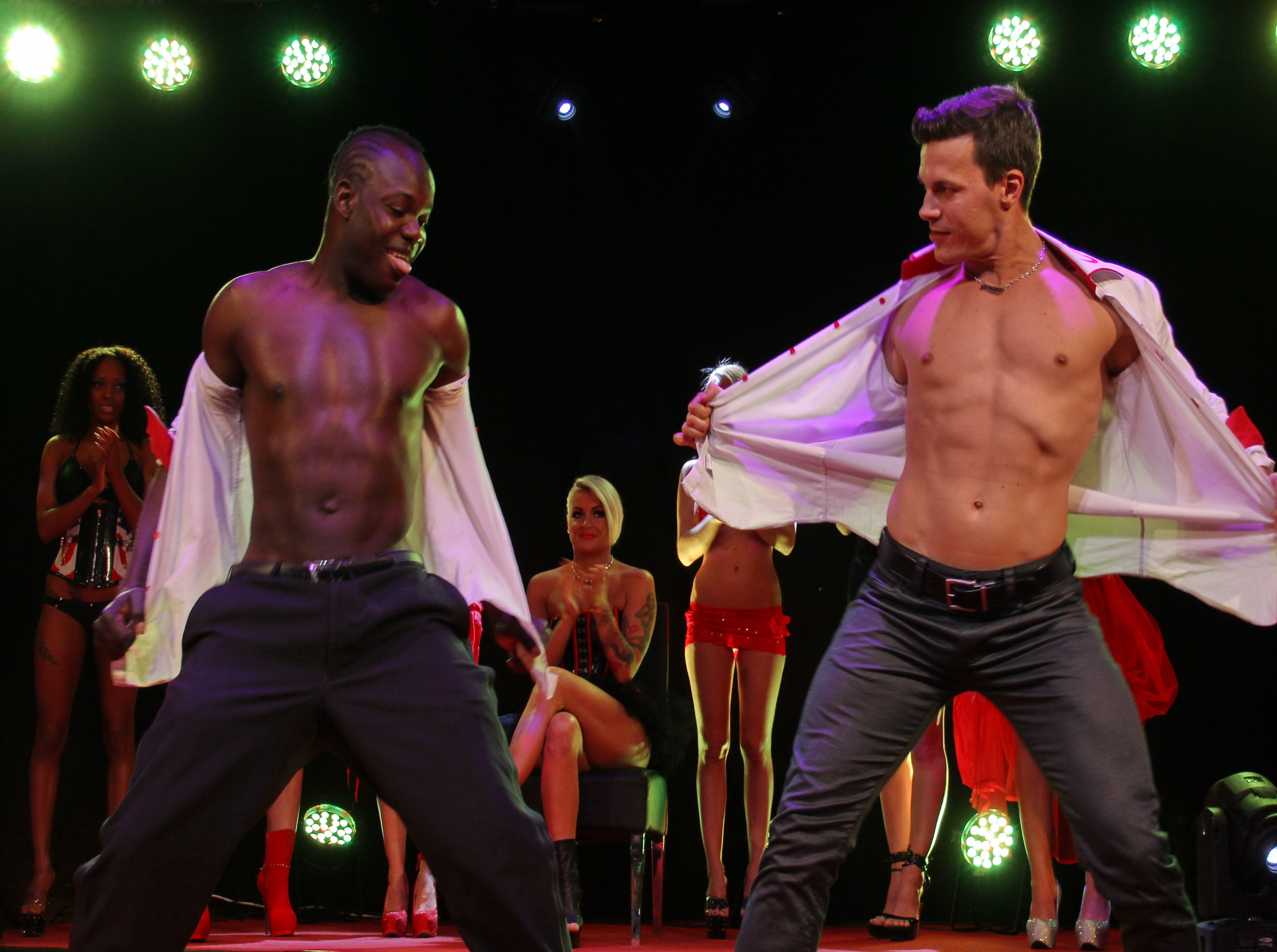
Manlig striptease, där mäns kroppar objektifieras sexuellt.
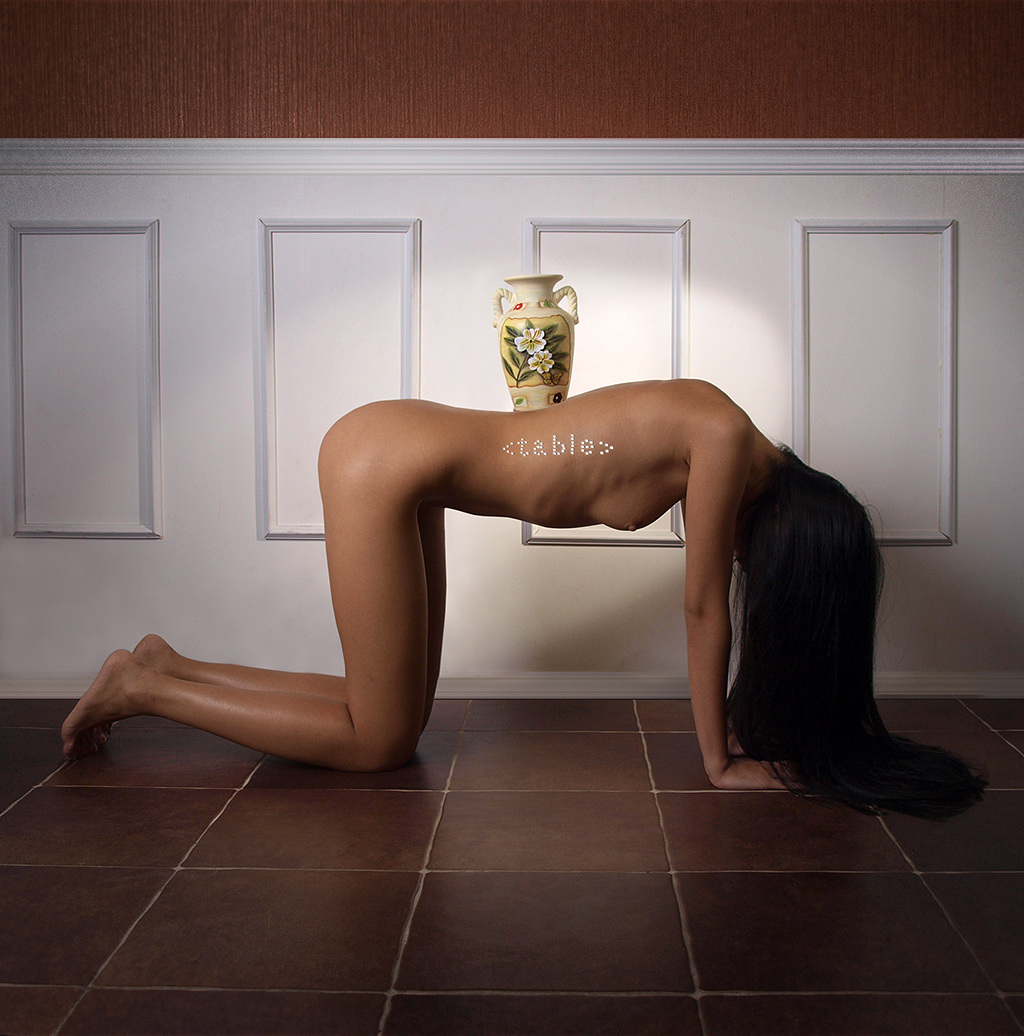
Avklädd kvinna förvandlad till ett bord.
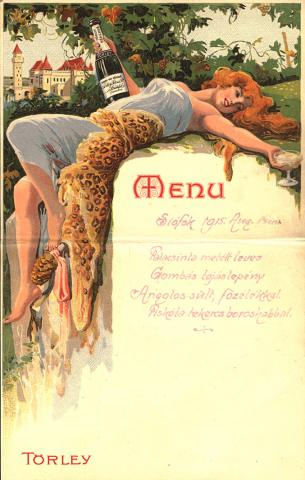
Kvinna som sexualiserad illustration för en meny.